# Hospital de Banadir
El Hospital Banadir o bien el Hospital materno infantil Banadir (en somalí: Isbitaalka Banaadir) es un hospital y escuela de medicina en el Distrito Wadajir (Medina) de Mogadiscio, la capital del país africano de Somalia. Construido en 1977 como parte de un proyecto de desarrollo con ayuda de China, se convirtió en el nexo de una crisis humanitaria en 2011. El hospital dispone de un servicio de maternidad y de una unidad pediátrica.